# ATCvet kod QP53
ATCvet code QP53 Ektoparazitici, uključujući insekticide i repelante su terapeutska podgrupa sistema za anatomsko terapeutsko hemijsku klasifikaciju za veterinarske medicinske proizvode. Ovaj sistem alfanumeričkih kodova je razvio  za klasifikaciju lekova i drugih medicinskih proizvoda za veterinarsku upotrebu.  Podgrupa QP53 je deo anatomske grupe QP Antiparazitni proizvodi, insekticidi i sredstva za zaštitu od insekata.
Nacionalna izdanja ATC klasifikacije mogu da obuhvataju dodatne kodove koji nisu prisutni na ovoj listi.

### QP53AA Proizvodi sasumporom
QP53AA01 Mesulfen
QP53AA02 Cimiazol

### QP53AB Proizvodi sahlorom
QP53AB01 Klofenotan
QP53AB02 Lindan
QP53AB03 Bromociklen
QP53AB04 Tosilhloramid
QP53AB51 Klofenotan, kombinacije
QP53AB52 Lindan, kombinacije

### QP53ACPiretriniipiretroidi
QP53AC01 Piretrum
QP53AC02 Bioaletrin
QP53AC03 Fenotrin
QP53AC04 Permetrin
QP53AC05 Flumetrin
QP53AC06 Cihalotrin
QP53AC07 Flucitrinat
QP53AC08 Cipermetrin
QP53AC10 Fluvalinat
QP53AC11 Deltametrin
QP53AC12 Cifluthrin
QP53AC13 Tetrametrin
QP53AC14 Fenvalerat
QP53AC15 Akrinatrin
QP53AC30 Kombinacije piretrina
QP53AC51 Piretrum, kombinacije
QP53AC54 Permetrin, kombinacije
QP53AC55 Flumetrin, kombinacije

### QP53ADAmidini
QP53AD01 Amitraz
QP53AD51 Amitraz, kombinacije

### QP53AEKarbamati
QP53AE01 Karbaril
QP53AE02 Propoksur
QP53AE03 Bendiokarb

### QP53AFOrganofosfornajedinjenja
QP53AF01 Foksim
QP53AF02 Metrifonat
QP53AF03 Dimpilat
QP53AF04 Dihlorvos
QP53AF05 Heptenofos
QP53AF06 Fosmet
QP53AF07 Fention
QP53AF08 Kumafos
QP53AF09 Propetamfos
QP53AF10 Citioat
QP53AF11 Bromofos
QP53AF12 Malation
QP53AF13 Hintiofos
QP53AF14 Tetrahlorvinfos
QP53AF16 Bromfenvinfos
QP53AF17 Azametifos
QP53AF54 Dihlorvos, kombinacije

### QP53AGOrganske kiseline
QP53AG01 Mravlja kiselina
QP53AG02 Mlečna kiselina
QP53AG03 Oksalna kiselina

### QP53AX Drugi ektoparazitika za topičku upotrebu
QP53AX02 Fenvalerat
QP53AX03 Kvasija
QP53AX04 Krotamiton
QP53AX11 Benzilbenzoat
QP53AX13 Nikotin
QP53AX14 Bromoprofilat
QP53AX15 Fipronil
QP53AX16 Malahitno zeleno
QP53AX17 Imidakloprid
QP53AX18 Kalcijum oksid
QP53AX19 Formaldehid
QP53AX22 Timol
QP53AX23 Piriproksifen
QP53AX24 Diciklanil
QP53AX25 Metaflumizon
QP53AX26 Piriprol
QP53AX27 Indoksakarb
QP53AX30 Kombinacije drugih ektoparazitika za topičku primenu
QP53AX65 Fipronil, kombinacije
QP53AX73 Piriproksifen, kombinacije

## QP53B Ektoparazitici za sistemsku primenu

### QP53BB Organofosforna jedinjenja
QP53BB01 Citioat
QP53BB02 Fention
QP53BB03 Fosmet
QP53BB04 Stirofos

### QP53BC Inhibitori sisntezehitina
QP53BC01 Lufenuron
QP53BC02 Diflubenzuron
QP53BC03 Teflubenzuron
QP53BC51 Lufenuron, kombinacije

### QP53BD Regulatori rasta insecta, izuzev inhibitora sinteze hitina
QP53BD01 Metopren
QP53BD51 Metopren, kombinacije

### QP53BX Drugi ektoparazitici za sistemsku upotrebu
QP53BX02 Nitenpiram
QP53BX03 Spinozad

## QP53G Repelanti

### QP53GX Razni repelanti
QP53GX01 Dietiltoluamid
QP53GX02 Dimetilftalat
QP53GX03 Dibutilsukcinat
QP53GX04 Etoheksadiol